# Mary Helen Wright Greuter
Mary Helen Wright Greuter (20 décembre 1914 - 23 octobre 1997) est une astronome et historienne américaine qui travaille sur l'histoire et la méthodologie des sciences, notamment l'anthropologie, l'archéologie, les mathématiques et la physique.

## Premières années
Née à Washington, DC, elle est la fille du géophysicien Frederick Eugene Wright et de Kathleen Ethel Finley. Elle est connue professionnellement sous son nom de famille de Wright. Elle fait ses études à l'école de Madère. Elle est diplômée du Bennett Junior College (1934) et du Vassar College (baccalauréat, 1937; maîtrise en astronomie, 1939).

## Carrière
Par l'intermédiaire de son père, qui dirige la Carnegie Institution for Science Moon Project à l'Observatoire du Mont Wilson, Wright fait la connaissance des gens du mont Wilson et obtient un emploi d'assistante (1937) pour faire des recherches sur l'histoire des télescopes et dans la même année, travaille comme assistante à l'Observatoire du Collège Vassar. Elle travaille également comme assistante junior à l'Observatoire naval des États-Unis à Washington, DC (1942–43); et est associé à l'Observatoire Palomar. En 1943, elle devient auteure et éditrice indépendante. Ses œuvres les plus connues sont Explorer of the Universe : A Biography of George Ellery Hale (1966) et Sweeper of the Sky : The Life of Maria Mitchell (1949). Wright est membre de l'Union américaine d'astronomie, de l'History of Science Society et de l'Union astronomique internationale. Elle est élue membre de l'Association américaine pour l'avancement des sciences en 1961.

## Vie privée
Elle épouse puis divorce de l'artiste John Franklin Hawkins, puis épouse René Greuter en 1967 mais reste sans enfant. Elle passe l'été sur l'île de Sagastaweka et a des maisons à Washington, dans le New Jersey et Nantucket. Wright est décédée d'une crise cardiaque en 1997 à Washington, DC .